# Lindsey Weier
Lindsey Weier (ur. 2 lipca 1984 roku w Saint Paul) – amerykańska biegaczka narciarska. Była uczestniczką Mistrzostw świata w narciarstwie klasycznym w Sapporo (2007), a także Zimowych Igrzysk Olimpijskich w Turynie (2006).

## Osiągnięcia

### Igrzyska olimpijskie
| Miejsce | Dzień     | Rok  | Miejscowość | Konkurencja                          | Czas biegu  | Strata      | Zwyciężczyni         |
| ------- | --------- | ---- | ----------- | ------------------------------------ | ----------- | ----------- | -------------------- |
| 55.     | 12 lutego | 2006 | Pragelato   | 15 km bieg łączony                   | 48:45,0 min | +5:56,3 min | Kristina Šmigun-Vähi |
| 59.     | 16 lutego | 2006 | Pragelato   | 10 km stylem klasycznym              | 32:43,3 min | +4:51,9 min | Kristina Šmigun-Vähi |
| DNF     | 24 lutego | 2006 | Pragelato   | 30 km stylem dowolnym (start masowy) |             |             | Kateřina Neumannová  |

### Mistrzostwa świata
| Miejsce | Dzień     | Rok  | Miejscowość | Konkurencja           | Czas biegu  | Strata      | Zwyciężczyni        |
| ------- | --------- | ---- | ----------- | --------------------- | ----------- | ----------- | ------------------- |
| 52.     | 25 lutego | 2007 | Sapporo     | 15 km bieg łączony    | 47:54,7 min | +6:27,2 min | Olga Zawjałowa      |
| 52.     | 27 lutego | 2007 | Sapporo     | 10 km stylem dowolnym | 27:08,0 min | +3:09,6 min | Kateřina Neumannová |

### Mistrzostwa świata juniorów
| Miejsce | Dzień       | Rok  | Miejscowość | Konkurencja                            | Czas biegu  | Strata      | Zwyciężczyni          |
| ------- | ----------- | ---- | ----------- | -------------------------------------- | ----------- | ----------- | --------------------- |
| 14.     | 22 stycznia | 2002 | Schonach    | 15 km stylem klasycznym (start masowy) | 46:06,7 min | +2:06,7 min | Jewgienija Krawcowa   |
| 33.     | 26 stycznia | 2002 | Schonach    | sprint stylem dowolnym                 | 2:47,7 min  |             | Mona-Liisa Malvalehto |
| 15.     | 4 lutego    | 2003 | Sollefteå   | 15 km stylem dowolnym (start masowy)   | 48:44,2 min | +2:06,5 min | Jekatierina Woroncowa |
| 19.     | 6 lutego    | 2003 | Sollefteå   | 5 km stylem klasycznym                 | 16:25,5 min | +1:02,0 min | Mona-Liisa Malvalehto |
| 42.     | 8 lutego    | 2003 | Sollefteå   | sprint stylem dowolnym                 | 2:30,1 min  |             | Nicole Fessel         |
| 19.     | 3 lutego    | 2004 | Stryn       | 15 km stylem klasycznym (start masowy) | 48:56,6 min | +2:44,0 min | Irina Chazowa         |
| 45.     | 5 lutego    | 2004 | Stryn       | 5 km stylem dowolnym                   | 14:17,0 min | +1:13,3 min | Irina Chazowa         |
| 10.     | 8 lutego    | 2004 | Stryn       | sztafeta 4x5 km                        | 1:02:30,2 h | +3:45,9 min | Rosja                 |

### Mistrzostwa świata U23
| Miejsce | Dzień    | Rok  | Miejscowość | Konkurencja             | Czas biegu  | Strata      | Zwyciężczyni      |
| ------- | -------- | ---- | ----------- | ----------------------- | ----------- | ----------- | ----------------- |
| 28.     | 2 lutego | 2006 | Kranj       | 10 km stylem klasycznym | 30:56,5 min | +2:49,5 min | Justyna Kowalczyk |
| 27.     | 4 lutego | 2006 | Kranj       | 15 km bieg łączony      | 47:50,0 min | +3:35,3 min | Justyna Kowalczyk |